# Contrat commutatif
Un contrat commutatif est un contrat qui, pour les parties contractantes, prévoit une équivalence de traitement. Il s'oppose au contrat aléatoire.
À titre d'exemple, une personne A achète un produit à une personne B. L'argent que va payer A représente exactement la valeur du produit que lui a vendu B.

## Droit par pays

### France
L'article 1108 al. 1 du Code civil prévoit que « Le contrat est commutatif lorsque chacune des parties s'engage à procurer à l'autre un avantage qui est regardé comme l'équivalent de celui qu'elle reçoit ».

### Québec (Canada)
L'article 1382 al. 1 du Code civil du Québec dispose que « Le contrat est commutatif lorsque, au moment où il est conclu, l’étendue des obligations des parties et des avantages qu’elles retirent en échange est certaine et déterminée ».
L'article 1378 al. 2 C.c.Q. prévoit que le contrat peut être « d’adhésion ou de gré à gré, synallagmatique ou unilatéral, à titre onéreux ou gratuit, commutatif ou aléatoire et à exécution instantanée ou successive; il peut aussi être de consommation ».